# Saqifa dei Banu Sa'ida
La Saqīfa dei Banū Sāʿida (in arabo ﺳﻘﻴﻔـة ﺑﻧﻲ ﺳﺎﻋﺪة‎?) fu il luogo di Medina in cui musulmani Muhājirūn e Anṣār decisero la successione politica di Maometto nel giorno stesso della sua morte (8 giugno 632), indicando la persona di Abū Bakr al termine di un confronto non privo di drammaticità e di tensioni, dando così vita al plurisecolare istituto del Califfato.

## Contestualizzazione storica
Il Profeta dell'Islam non aveva dato indicazioni sul periodo che sarebbe seguito alla sua morte, né del problema s'era a qualsiasi titolo occupato il Corano. La dimensione della Umma era tale però da non consentire che essa potesse rimanere senza un capo unico che, se non era immaginabile potesse in alcun modo fruire del carisma profetico come Maometto, per definizione "sigillo dei profeti" (khāṭim al-anbiyāʾ), doveva però assommare in sé ogni potere politico e di rappresentanza, in accordo con la concezione che del potere s'era formata nel pensiero islamico, per il quale all'assoluta signoria di Allāh sull'universo da Lui creato, doveva corrispondere il modello verticistico umano.
Mentre ʿAlī b. Abī Ṭālib, con al-ʿAbbās b. ʿAbd al-Muṭṭalib, al-Zubayr b. al-ʿAwwām e Ṭalḥa b. ʿUbayd Allāh, attendeva nella stanza della figlia Fāṭima al pietoso compito del lavacro del cadavere del loro parente profeta e Abū Bakr calmava all'esterno gli animi sconvolti dei fedeli, dicendo: 
(C. Lo Jacono, Islam, a cura di G. Filòramo, Roma-Bari, Editori Laterza, "Storia delle religioni", 1999, p. 73-74.)
un gruppo di Anṣār si radunò senza preavviso nella corte (saqīfa) su cui s'affacciavano le abitazioni dei componenti del clan khazragita dei B. Sāʿida, per discutere dell'immediato assetto politico della loro città.
Si sospetta che l'orientamento dei convenuti fosse quello di attribuire il potere a Saʿd b. ʿUbāda, Sayyid del clan dei B. Sāʿida della tribù araba medinese dei Banū Khazraj, ma sulla scena giunsero rapidamente anche altri protagonisti: Emigranti meccani, timorosi di perdere quella posizione di assoluto privilegio stabilita in qualche misura da Maometto, in ragione della loro più antica e travagliata fede, Anṣār - in gran parte della tribù dei B. Aws (rivale dei Khazraj) - e i Banū Aslam (beduini distaccatisi dalla loro tribù d'origine, rimasta pagana, e assimilati quasi subito ai Muhājirūn, che operavano nella veste di guardia armata al fedele servizio degli Emigranti meccani).
Fu a quel punto gioco relativamente facile per ʿUmar b. al-Khaṭṭāb, spalleggiato da Abū ʿUbayda b. al-Jarrāḥ, far prevalere la candidatura di Abū Bakr, invocando i due principi determinanti per determinare l'eccellenza islamica: la qarāba - cioè la "vicinanza", non solo di parentela o di affinità, visto che l'Islam si affermava avesse posto per sempre fine agli ancestrali "legami di sangue" (ṣilāt al-damm) in favore di quelli universalistici di fede (ṣilāt al-dīn), ma di intima frequentazione - e la sābiqa, cioè l'antichità di fede.
Abū Bakr fu quindi acclamato dagli astanti come "vicario dell'Inviato di Dio" (khalīfat Rasūl Allāh), beninteso solo nelle sue prerogative di capo politico della Umma, che egli rappresentava agli occhi di Dio e degli uomini.